# Essere Indie
Essere Indie (How to Be Indie) è una sitcom canadese. L'ultimo episodio della serie è andato in onda in Canada il 20 aprile 2012. In Italia, la serie è stata trasmessa da DeA Kids.

## Trama
Il personaggio principale è Indira "Indie" Mehta (interpretata da Melinda Shankar), una vivace adolescente di tredici anni di origine indiana che ha a che fare con dei genitori severi ma di grande cuore. Indie, insieme ai suoi migliori amici, l'intelligente Abigail "Abi" Flores (Marline Yan) e il molesto Marlon (Dylan Everett) sarà protagonista di buffe quanto improbabili situazioni e avventure, attorniata da tanti altri compagni. La durata di ogni episodio è di 22 minuti.

## Produzione
Il programma è prodotto dalla Film Company Heroic in associazione con DHX Media e YTV e creato da Vera Santamaria, Bolch Suzanne e John May. La stagione 1 è composta da 26 episodi di 25 minuti e il primo episodio è andato in onda il 2 ottobre 2009. Le riprese della seconda stagione sono iniziate nell'estate del 2010, girando cinque episodi e riprenderà le riprese nel mese di novembre 2010. La seconda stagione ha debuttato l'11 ottobre 2010 ed è finita il 24 ottobre 2011.